# Capitosaurus
Capitosaurus es un género extinto de temnospóndilos que vivieron a finales del período Triásico en lo que hoy es Europa.

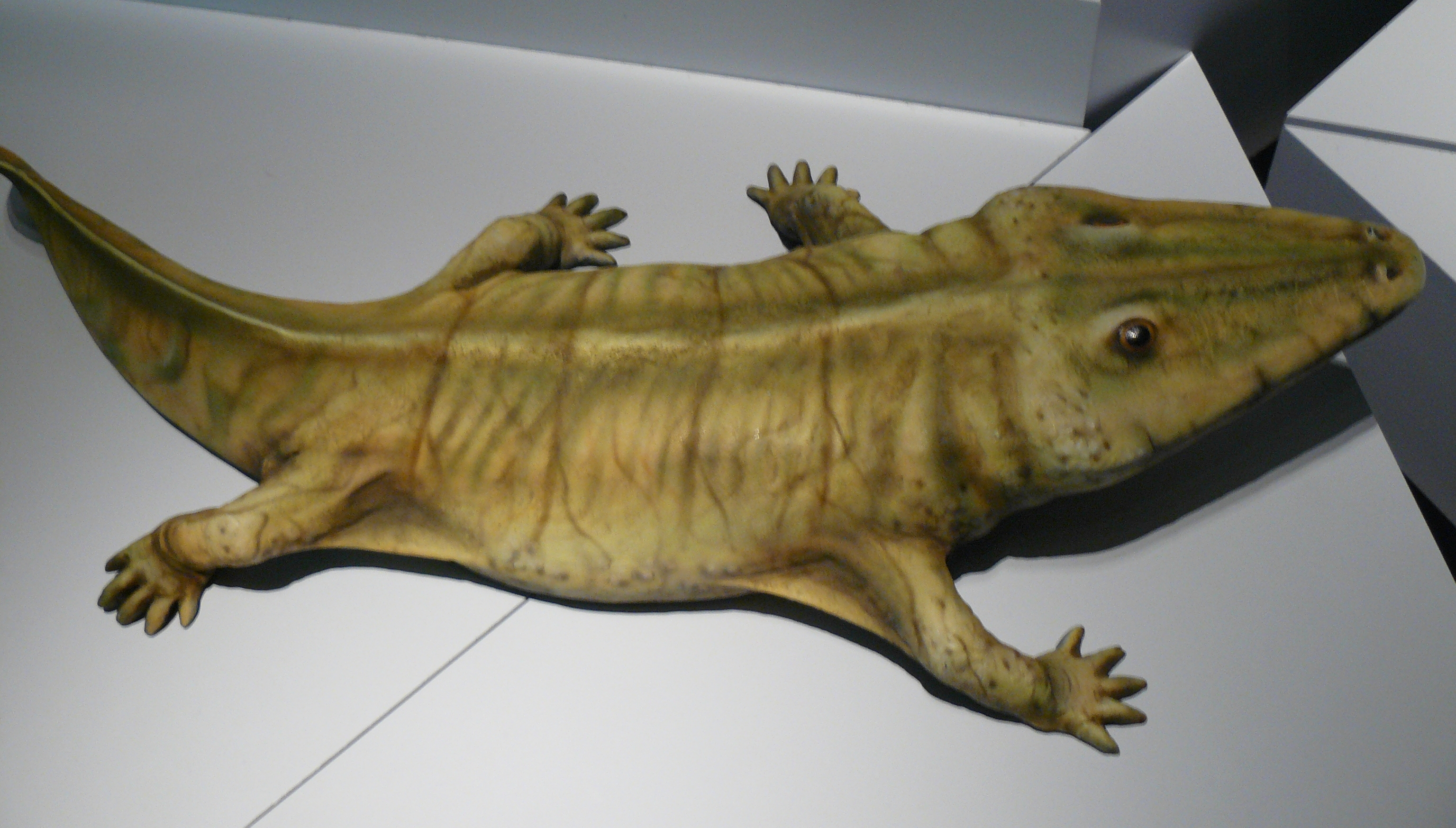
Maqueta de Capitosaurus en el Parque de las Ciencias (Granada).